# Thomas Handy
Pour les articles homonymes, voir Handy.
Thomas Troy Handy (né le 11 mars 1892, mort le 12 avril 1982) était un général de l'armée des États-Unis d'Amérique. Pendant la Seconde Guerre mondiale, il fit partie de l'état-major général et transmit l'ordre demandant l'attaque atomique sur le Japon en août 1945. En 1949, il fut nommé commandant en chef des forces américaines en Europe.

## Biographie
Durant la Première Guerre mondiale, il participe aux combats en France en tant que capitaine dans les troupes d'artillerie. En octobre 1918, il est promu au grade de major. Au début des années 1920, il est instructeur puis obtient un diplôme de l'Army War College en 1935. Entre 1936 et 1940, il est incorporé dans l'état-major à Washington et devient lieutenant-colonel en 1938.
En juin 1942, Dwight Eisenhower quitte son poste de chef d'État-major à la division chargée des opérations. Handy reprend cette fonction avec des nominations successives en tant que Major General puis Lieutenant General en septembre 1944.
En août 1945, il transmet l'ordre concernant le bombardement atomique des villes japonaises (voir la traduction de l'ordre). Cette charge revenait normalement à George Marshall mais celui-ci était absent si bien que c'est en tant que chef d'État-major remplaçant qu'Handy envoya la missive à Carl Spaatz.
En septembre 1949, Handy est nommé commandant en chef des forces américaines déployées en Europe. Il prend sa retraite en 1954. Il a été enterré au cimetière militaire d'Arlington aux côtés de sa femme, Alma Handy, décédée en 1970.